# Panorama du Congo
Le Panorama du Congo est une peinture réalisée par Alfred Bastien et Paul Mathieu à partir de 1911. Le panorama est présenté de la Section Coloniale belge de l'Exposition universelle de 1913 à Gand. Il fait l'objet d'un programme de recherche depuis 2020. 

## Création
En 1911, le gouvernement belge commande à Paul Mathieu et Alfred Bastien, un panorama accompagné de quatre dioramas destinés à valoriser, lors de l'exposition de Gand en 1913, le Congo belge. 
Après un voyage d'étude au Congo, La toile est réalisée. Les Établissements Mommen de Saint-Josse-ten-Noode fournissent la toile et le matériel pour la réalisation du panorama. Les nombreuses toiles et sketches préparatoires montrent que la plus grande partie du paysage est de Mathieu et les personnages sont de la main de Bastien. Le panorama fut érigé dans le complexe de la Section Coloniale belge.
La toile se divise en huit scènes, s'organisant autour de la ville de Matadi avec sa vie indigène, la forêt vierge proche et la route des caravanes. Malgré son succès, Le Panorama du Congo est démonté avant la Première Guerre mondiale.

Cartes postales d'après le Panorama du Congo de Bastien et Mathieu, réparti en huit tableaux.
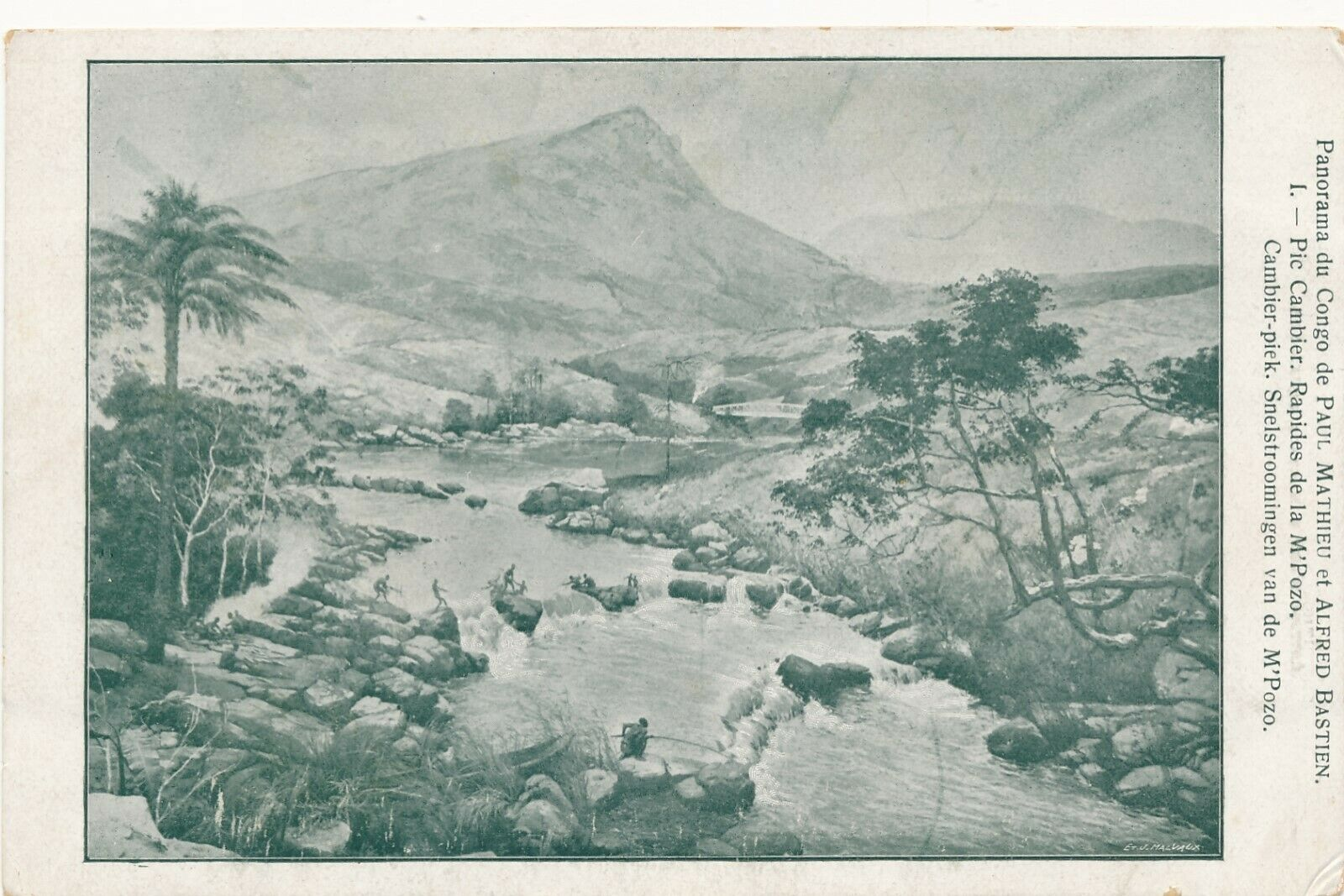
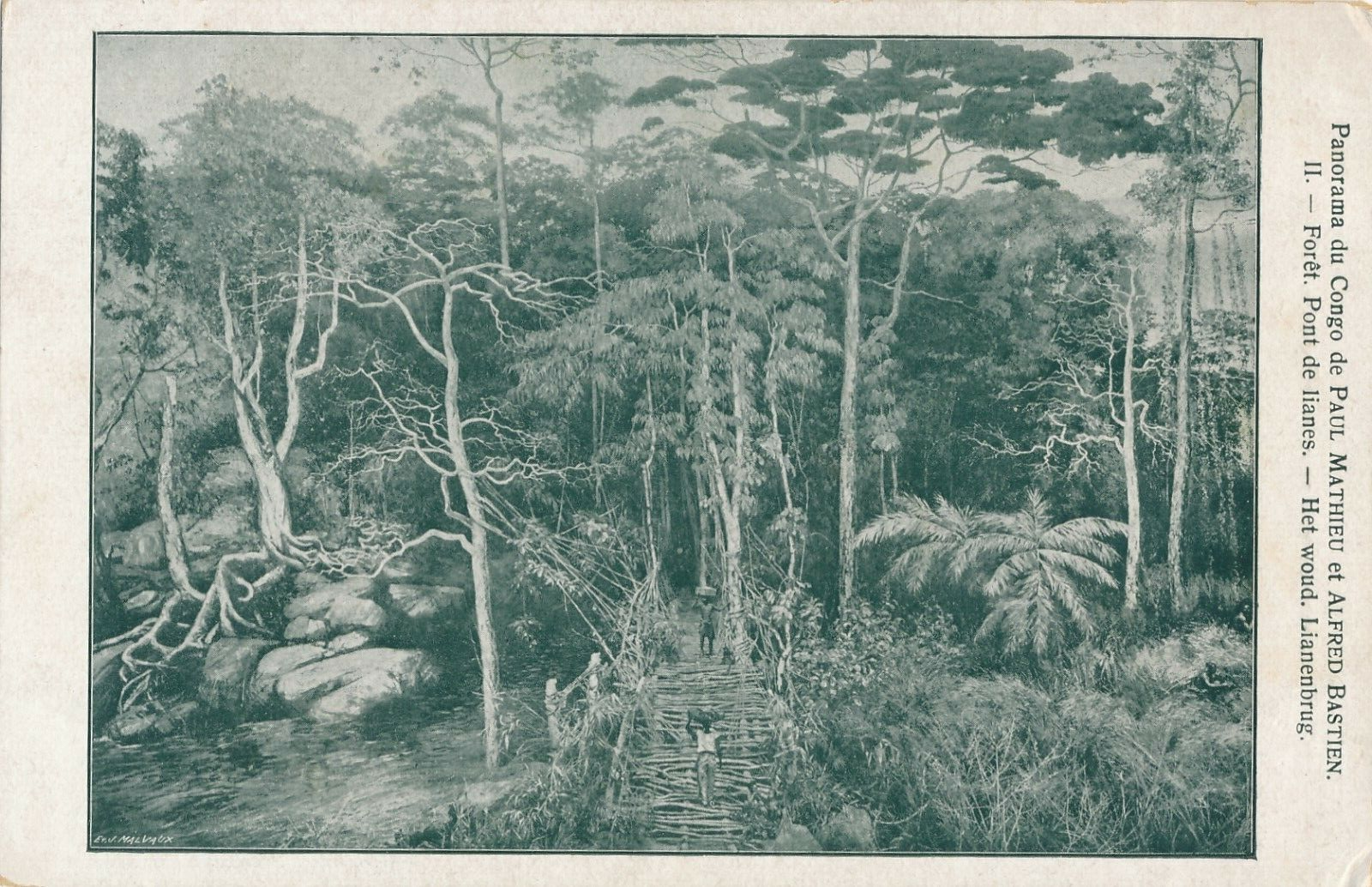
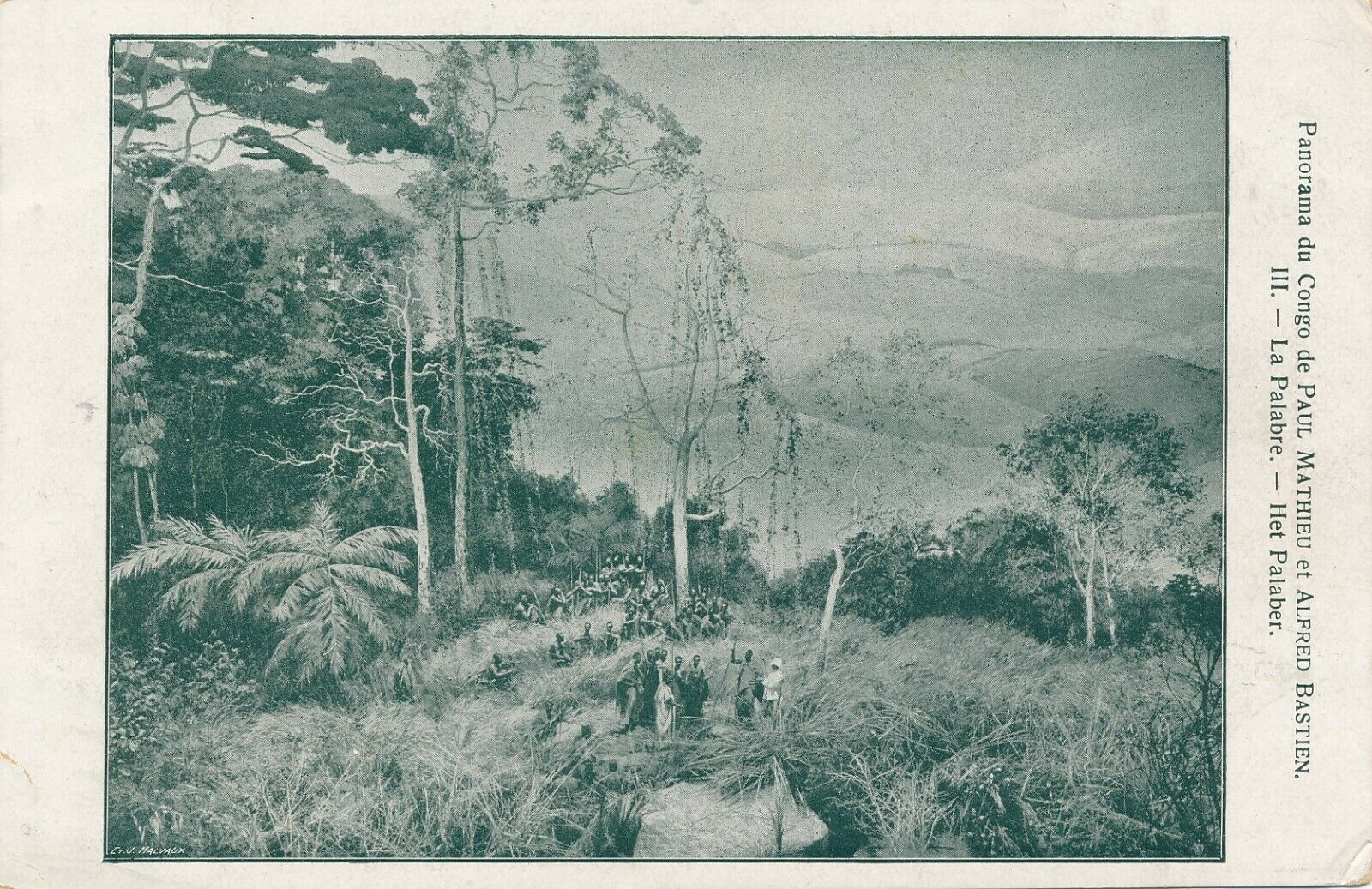
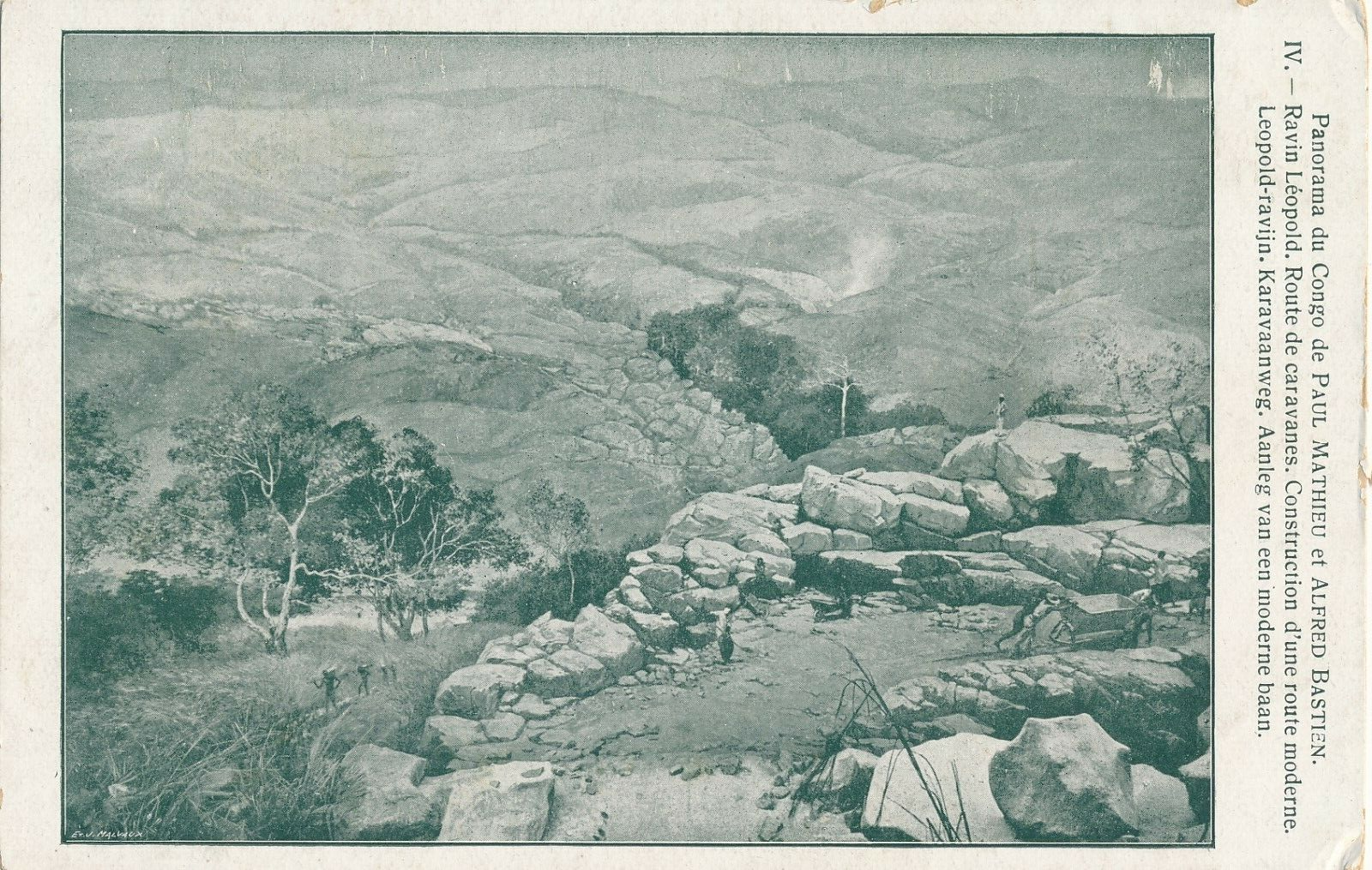
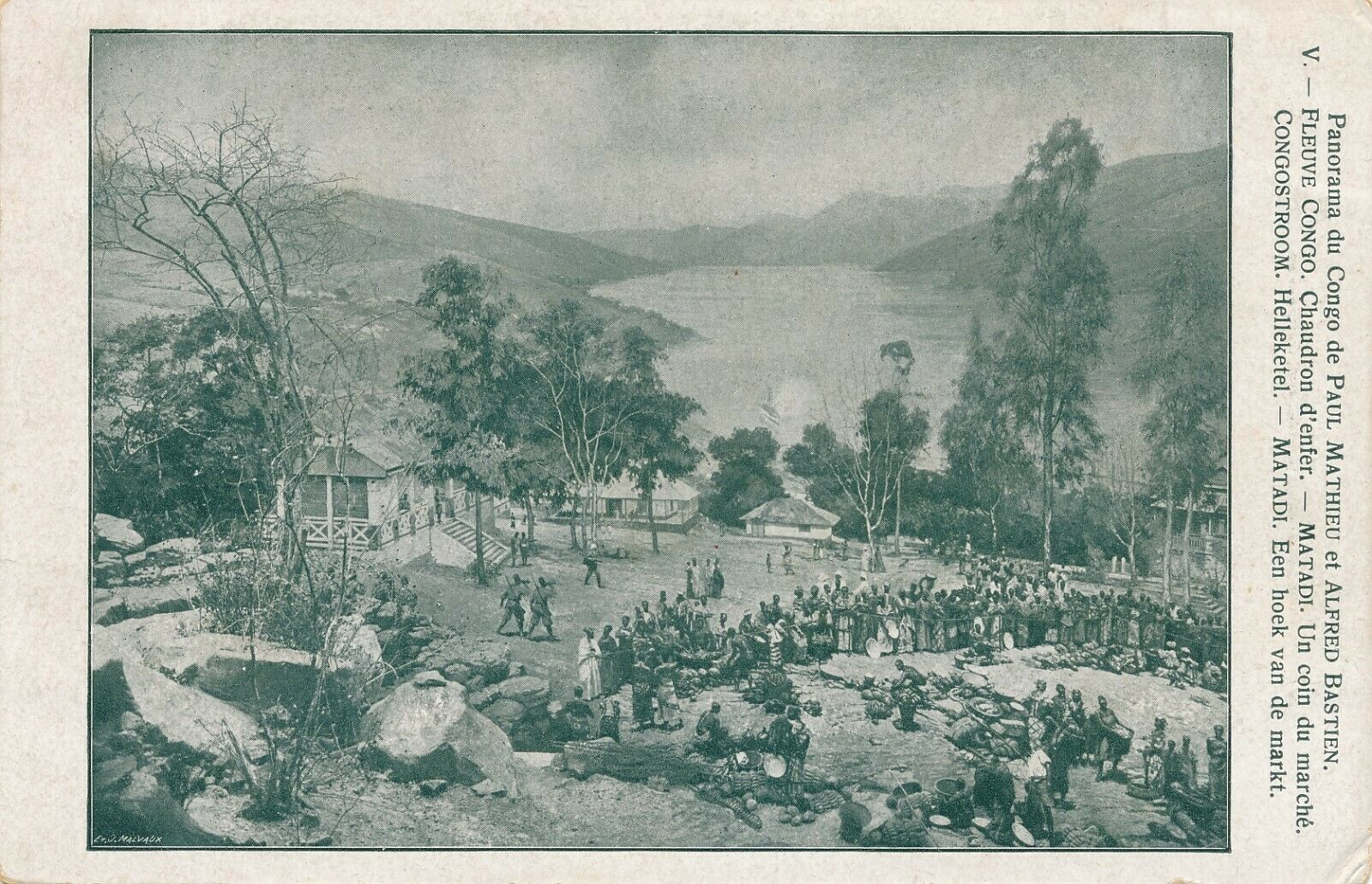
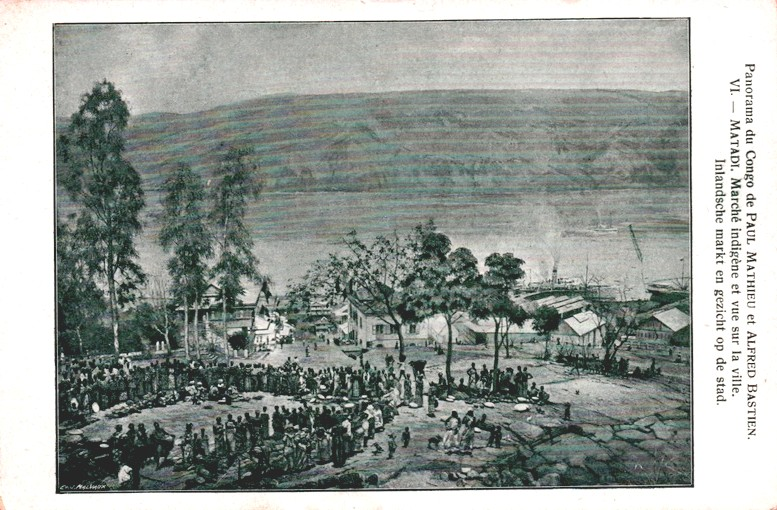
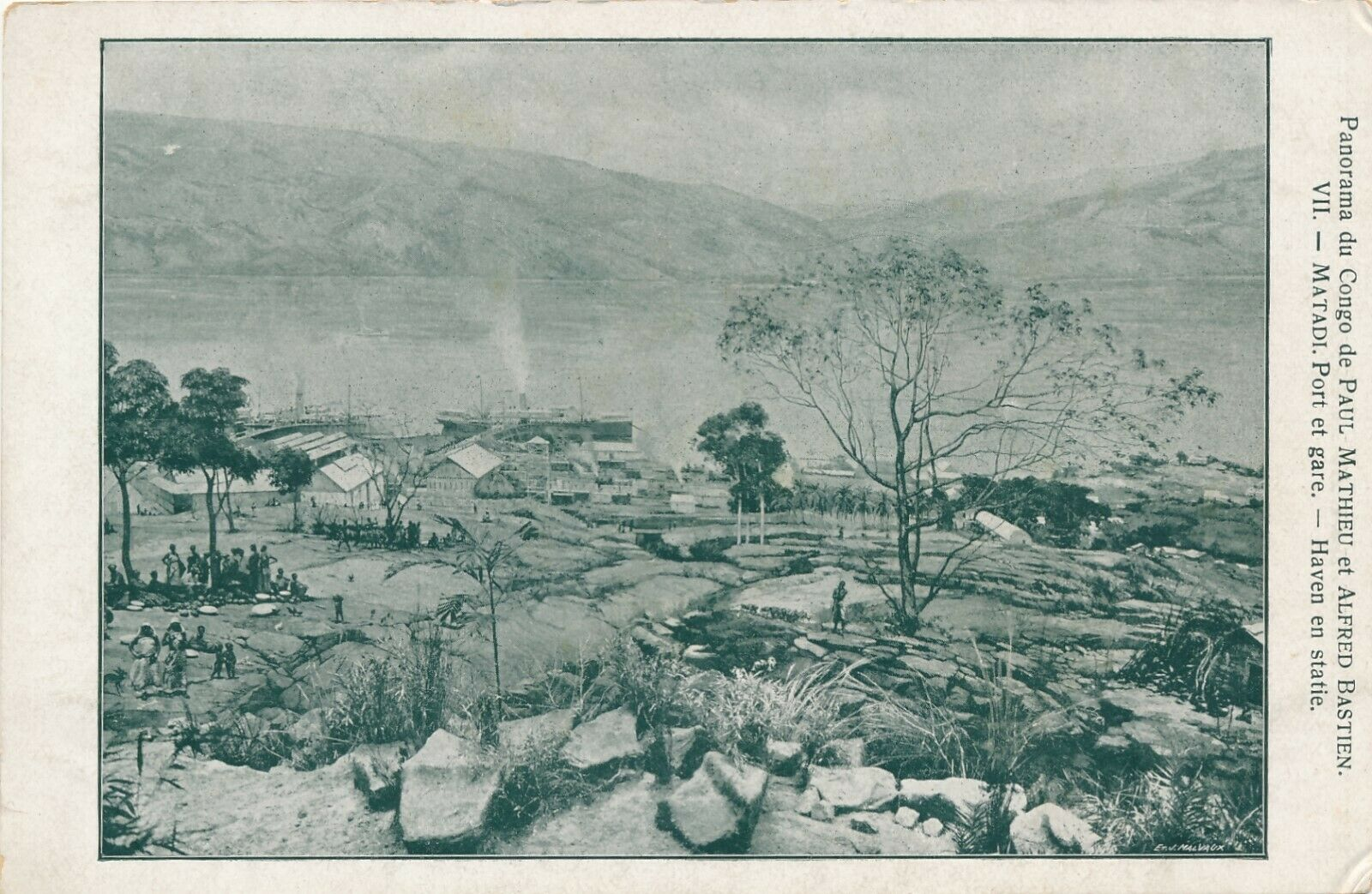
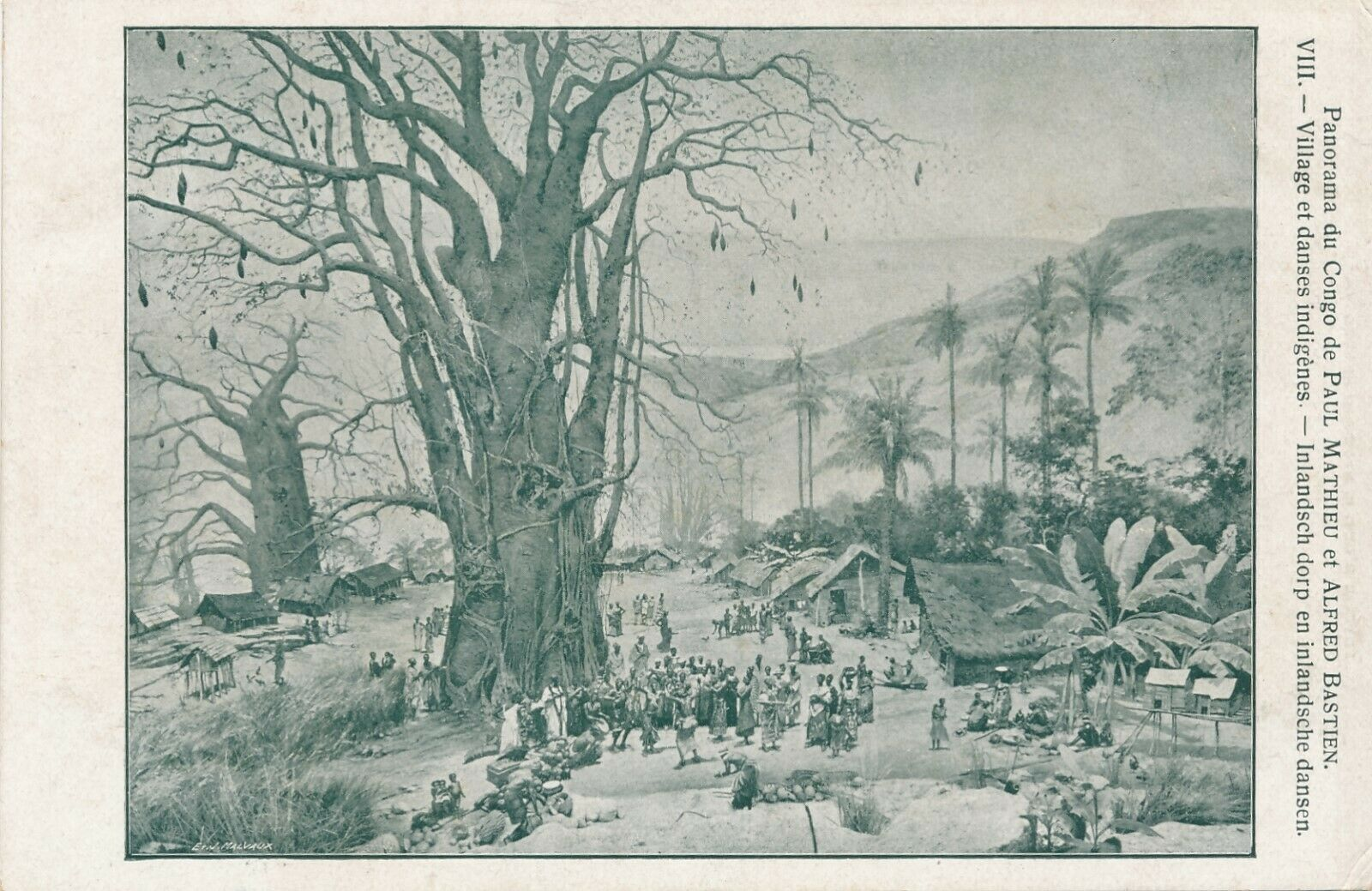

## Histoire du panorama
Bastien profite de l'Exposition universelle de 1935 à Bruxelles pour remonter sa toile dans un pavillon dû à l'architecte Bourgeois. La toile, qui est très abimée, est déroulée dans le Grand Hall du Musée de l'Armée en 1956 avant de tomber dans l'oubli.
Retrouvé vers 2011 dans un entrepôt militaire, le panorama fait depuis 2020 l'objet d'un projet de recherche. En 2023, l'équipe de recherche a procédé à une campagne de photographies de la toile.